# Диалогизм
Диалогизм — обобщенная характеристика ряда концепций диалогической философии (иногда — синоним диалогической философии; при различении этих терминов «диалогическая философия» используется как название разнородных концепций, утверждающих важное значение диалога, а «диалогизм» — как название некоторой обобщенной программы, в которую складываются все разработки диалогической философии; иногда диалогизм рассматривается как особая разновидность персонализма или экзистенциализма в силу родства ряда идей). Самыми важными для формирования диалогизма выступили концепции «Трех Б» — М. Бубера (в англоязычной Википедии утверждается, что философия диалога базируется именно на нём), М. М. Бахтина (в англоязычных источниках термин «диалогизм» часто ссылается только на Бахтина, см. статью Dialogic в англ. Википедии) и В. С. Библера. Помимо них, на развитие диалогизма существенное влияние также оказали: Ф. Розенцвейг, О. Розеншток-Хюсси, Ф. Эбнер, Г. Марсель, Э. Левинас, С. Л. Франк, Г.С.Батищев,  Б. Вальденфельс и Юрген Хабермас. Под влиянием герменевтики и неокантианства диалогисты пытались обосновать новый тип рефлексии, — диалогическую рефлексию в противовес монологическому мышлению классической философской традиции (субъект-субъектное отношение вместо субъект-объектного; см. соотношение в педагогике одного и другого). Новый тип мышления должен быть включённым в отношение с Ты (а не быть дистанцированным описанием объектов), подразумевать реальный поступок, а не отвлеченную теоретичность. Это означает, что нет некоторого чистого Я (Я всегда направлен либо на Ты, либо на познание объекта), нет речи самой по себе, но лишь — направленная Другому (розенцвейговское «мыслю, следовательно, говорю»). Для диалогизма существенной стороной является религиозное отношение, в том числе, поскольку всякое «Ты» — отблеск единственного «Ты» Бога, с которым человек ведёт непрекращающийся диалог. Некоторые существенные для диалогизма идеи были высказаны также в феноменологии (прежде всего концепции интерсубъективности), теории коммуникации и ряде гуманитарных наук (например, концепция «внутреннего диалога»). Проект диалогизма как обобщенной программы не был осуществлен в полной мере, но существенно предопределил как последующее развитие гуманитаристики и философии, так и некоторые идеологические построения и практики. Актуальность диалогизма сегодня в значительной мере связана с «коммуникативным взрывом» современной культуры, однако, это же предопределяет стирание некоторых существенных аспектов диалогической стратегии (при акцентировании внимания на сообщении субъект «стирается» — ср. бартовскую концепцию «смерти автора»). Разработки диалогизма продолжают активно вестись, в особенности, в пост-советских странах с учётом поиска новых ориентиров философии в противовес тенденциям социализма и индивидуализма.